# Борисова, Ариадна Валентиновна
Ариадна Валентиновна Борисова (род. 2 января 1960, с. 2-й Нерюктяйинск, Олёкминский район, Якутская АССР) — русская писательница, переводчик и журналист, иллюстратор, автор книг для детей.

## Биография
Училась в Амгино-Олёкминской средней школе. Окончила заочно Восточно-Сибирский государственный институт культуры в Улан-Удэ, по специальности режиссура массовых представлений. Работала в Олёкминской центральной библиотеке. В 1990 году переехала из Олёкминска в Якутск, где работала художественной руководительницей в доме культуры глухих и художницей-оформительницей, затем художницей в газете «Молодёжь Якутии», редактором детского журнала «Колокольчик».
Дебютировала рассказом «Семь притч о семи» в журнале «Полярная звезда» в 1993 году. С 1994 года работала журналистом в газете «Якутия», вела колонку новостей культуры. Печаталась в газетах «Олёкма» и «Молодёжь Якутии». Занималась переводами якутской поэзии и прозы на русский язык. Книги входили в лонг-лист премий «Русский Букер» и «Ясная Поляна». Лауреатка Большой премии Союза писателей России за роман «Божья отметина» (2009), финалистка Международной детской литературной премии им. В. Крапивина (повесть «Записки для моих потомков», 2010). Лауреатка якутской республиканской премии «Золотое перо», отличник культуры Республики Саха (Якутия).
Автор нескольких романов, сборников рассказов, книг для детей, 14 пьес для детского театра. Многие издания своих детских книг иллюстрировала сама. Положительные отзывы в прессе вызвали книги для детского возраста «Опасная математика» (2011) и «Сказки перед сном» (2002), информационный сборник «Якутия: рекорды, самое первое, самое-самое» (2004), серия стилизованных под якутскую мифологию олонхо мини-романов «Земля удаганок» (2008—2010), основанный на истории семьи А. В. Борисовой роман «Змеев столб» (2014) и его продолжение «Бел-горюч камень» (2015).
Сестра — писатель и журналист Виктория Валентиновна Габышева.

## Книги
- Якутия: рекорды, самое первое, самое-самое. Якутск: Бичик, 2004.
- Одна из… Якутск, 2006.
- Санна Ванна. Бабушка. М.: Амадеус, 2006.
- Вера Ноева: альбом. Якутск: Бичик, 2007.
- Божья отметина (роман). Якутск: Сахаполиграфиздат, 2007.
- Земля удаганок: роман-олонхо («Знамение бури»). Якутск: Бичик, 2008.
- Божья отметина. Мать. М.: Амадеус, 2008.
- Земля удаганок: роман-олонхо («Джогур»). Якутск: Бичик, 2010.
- Земля удаганок: роман-олонхо («Люди с солнечными поводьями»). Якутск: Бичик, 2010.
- Земля удаганок: роман-олонхо («Небесный огонь»). Якутск: Бичик, 2010.
- Чучуна (рассказы). Якутск: Бичик, 2011.
- Манечка, не спешите худеть (рассказы). М.: Эксмо, 2014.
- Когда вырастают дети. М.: Эксмо, 2014.
- Змеев столб (роман). М.: Эксмо, 2014.
- Бел-горюч камень (роман). М.: Эксмо, 2015.
- Весь апрель никому не верь. М.: Эксмо, 2015.
- Земля удаганок (трилогия: «Люди с солнечными поводьями», «Джогур», «Небесный огонь»). М.: Эксмо, 2015.

Для детей
- Узелок на память. Якутск, 1997.
- Сказки перед сном. Рисунки автора. Якутск: Бичик, 2002.
- Подарок феи Фантазии. Рисунки автора. Якутск.: Бичик, 2003.
- Воспитательные цели. М.: Фома, 2011.
- Опасная математика. М.: Фома, 2011.
- Записки для моих потомков. М.: Фома, 2014.
- Игра. Litres, 2015.